# Lestrimelitta mourei
Lestrimelitta mourei is een vliesvleugelig insect uit de familie bijen en hommels (Apidae). De wetenschappelijke naam van de soort is voor het eerst geldig gepubliceerd in 2005 door Oliveira & Marchi.